# هو فانغ
هو فانغ (بالصينية: 胡昉) (1970)؛ روائي صيني.